# Reina Elisenda
Reina Elisenda is een metrostation van de metro van Barcelona. Het station ligt onder Passeig de la Reina Elisenda de Montcada in de buurt Sarrià in het district Sarrià-Sant Gervasi in Barcelona. De ingangen van dit station liggen aan de Avinguda de J.V. Foix en de Carrer de la Duquessa d'Orleans. De opening van dit station was in 1976. Het is een van de lijnen in Barcelona die wordt beheerd door de FGC.
Van 1976 tot 2016 werd het station bediend als westelijke terminus van metrolijn 6.  Sinds 2016 toen station Sarrià werd gerenoveerd, wordt het traject tussen Sarrià en Reina Elisenda, een traject van 600 meter en met slechts twee stations uitgebaat als een aparte lijn, metrolijn 12. Dit station is tevens eindstation en depot van deze lijn. Een verlenging van lijn 12 werd gepland maar kwam nog nooit in de uitvoeringsagenda.

## Lijnen
- Metro van Barcelona FGC lijn L12.